# NGC 42
NGC 42是飛馬座的一個星系。星等為14.3，赤經為12分56.3秒，赤緯為+22°6'3"。在1864年10月30日被首次發現。